# Timo Meier
Timo Meier (/ˈtiːmo ˈmaɪ̯ɐ/ TEE -moh MY -er, nacido el 8 de octubre de 1996) es un jugador profesional suizo de hockey sobre hielo del equipo New Jersey Devils de la Liga Nacional de Hockey (NHL). Luego de ser seleccionado noveno en general por los San Jose Sharks en el Draft de entrada de la NHL de 2015, Meier se convirtió en el tercer jugador suizo en la historia de la franquicia en ser reclutado por el equipo.
Al crecer en Herisau, Suiza, Meier comenzó a jugar hockey sobre hielo desde joven. A la edad de 15 años, aceptó un puesto de aprendiz con SC Rapperswil-Jona Lakers, un equipo de la Liga Nacional A en Suiza, donde observó y aprendió de David Aebischer y Jason Spezza . Después de completar la temporada del 2012 al 2013 en su natal Suiza con los U17 SC Rapperswil-Jona Lakers, Meier fue seleccionado en el puesto 12 en general por los Halifax Mooseheads en el Draft de Importación de la Liga Canadiense de Hockey de 2013. Meier pasó tres temporadas con los Mooseheads antes de ser transferido a los Rouyn-Noranda Huskies para completar su importante carrera en el hockey sobre hielo júnior .
A pesar de impresionar al cuerpo técnico de los Sharks durante su campamento de entrenamiento de 2016, una enfermedad retrasó el debut de Meier en la NHL hasta el 16 de diciembre. Después de su debut en la NHL, Meier permaneció en la alineación de los Sharks y continuó impresionando al cuerpo técnico de los Sharks con su juego. El 17 de enero de 2022, Meier se convirtió en el primer jugador en la historia de la franquicia de los Sharks en marcar cinco goles en un partido .
Internacionalmente, Meier ha jugado para la selección suiza en dos Campeonatos Mundiales, ganando una medalla de plata en 2018 .

## Primeros años
Meier nació el 8 de octubre de 1996 en Herisau, Suiza, de padres Claudia y Charly. Como el más joven de dos hijos, Meier creció jugando al hockey sobre hielo y se describió a sí mismo como un apasionado del hockey desde muy joven. A la edad de 15 años, Meier aceptó un puesto de aprendiz con SC Rapperswil-Jona Lakers, un equipo de la Liga Nacional A en Suiza, donde observó y aprendió de David Aebischer y Jason Spezza .

## Carrera

### Mayor júnior
En la temporada 2012 - 2013, Meier jugó en su natal Suiza en el nivel Elite Jr. A con los U17 SC Rapperswil-Jona Lakers. Su juego con los Lakers le valió la atención internacional y Halifax Mooseheads lo seleccionó en el puesto 12 en general en el Draft de Importación de la Liga Canadiense de Hockey (CHL) de 2013. Al ser reclutado, se esperaba que fuera uno de los miembros principales de los Mooseheads junto con el jugador danés Nikolaj Ehlers . A la edad de 16 años, Meier pesaba 185 lb (83,9 kg) y confiaba en sus habilidades de juego para unirse a la CHL para la temporada 2013 - 2014 . Sin embargo, luego reflexionó que jugar en la CHL era diferente que en Suiza, ya que competía contra jugadores mayores y tenía que jugar un juego más físico. En su temporada de novato, anotó 17 goles y 17 asistencias para 34 puntos a lo largo de 66 juegos.
Después de su temporada de novato, Meier regresó a Suiza y se entrenó con el exjugador profesional de hockey sobre hielo Sandro Bertaggia . Meier mejoró ofensivamente en su segundo año, ganó el Trofeo Mike Bossy como el Mejor Prospecto Profesional de QMJHL y fue nombrado para el Segundo Equipo de Estrellas de QMJHL. Durante la temporada, mantuvo una racha de 27 puntos entre el 2 de noviembre y el 26 de febrero, donde anotó 51 puntos. Sus 44 goles y 46 asistencias, los mejores de su carrera, para 90 puntos durante 61 juegos, le valieron una atención significativa de los cazatalentos de hockey antes del Draft de entrada de la NHL de 2015 . Antes del Draft de 2015, Meier ocupó el puesto 12 entre los jugadores elegibles para el draft por Bob McKenzie de The Sports Network . Meier fue finalmente seleccionado en la primera ronda como noveno en general, por los San Jose Sharks, convirtiéndose en el tercer jugador suizo seleccionado por los Sharks. Poco después, fue invitado al Campamento de Desarrollo 2015 de los Sharks y firmó un contrato de nivel de entrada de tres años.
Después de firmar su contrato de nivel de entrada, Meier regresó a Mooseheads para la temporada 2015 - 2016, donde fue nombrado capitán del equipo unas pocas semanas antes del comienzo de la temporada. Durante su corto tiempo como capitán, Meier acumuló 11 goles y 25 asistencias logrando 36 puntos en 23 partidos. El 6 de enero de 2016, Meier fue transferido a Rouyn-Noranda Huskies a cambio de una selección de primera ronda en 2017, una selección de segunda ronda en 2017 y una selección de cuarta ronda en 2018. Como miembro de los Huskies, Meier los ayudó a clasificarse para los playoffs cuando terminaron la temporada regular de QMJHL 2015 - 2016 con el mejor récord de la liga. Durante la barrida de primera ronda de los Huskies contra Drummondville Voltigeurs, Meier registró 13 puntos en cuatro juegos, incluido un triplete y dos asistencias en la eventual victoria por 7-3 del cuarto juego. Meier terminó los playoffs de QMJHL con 11 goles y 23 puntos a lo largo de 18 juegos para ayudar a los Huskies a hacerse con la Copa Presidente como campeones de QMJHL.

### San Jose Sharks

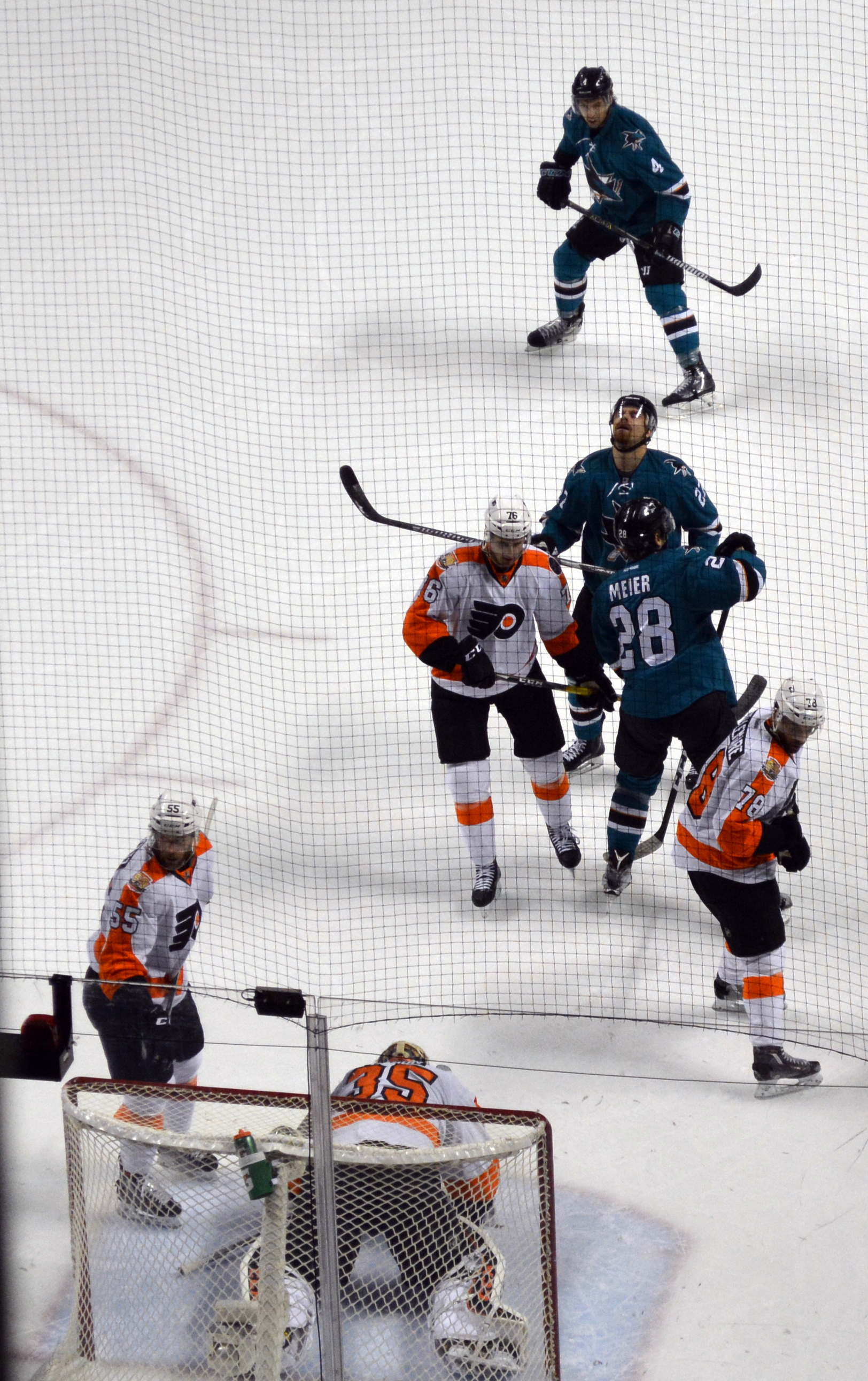
Meier durante un partido contra los Philadelphia Flyers en 2016.

A pesar de impresionar al cuerpo técnico de Shark durante el campo de entrenamiento, una enfermedad retrasó el debut de Meier en la NHL para el comienzo de la temporada 2016 - 2017 . Después de perderse casi un mes debido a la mononucleosis, Meier fue asignado a la filial de la Liga Americana de Hockey (AHL) de los Sharks, el San Jose Barracuda, el 26 de octubre de 2016. En la AHL, Meier mantuvo el mismo ritmo que tenía en la QMJHL al acumular 15 puntos en 17 juegos a mediados de diciembre. Para diciembre, también mantuvo una racha de puntos de cuatro juegos mientras lideraba a Barracuda en goles y ocupaba el segundo lugar en puntos. Después de que anotó cuatro goles en dos juegos con Barracuda a principios de diciembre, los Sharks tenían la intención de llamar a Meier al nivel de la NHL el 7 de diciembre antes de que enfermara. Al recuperarse de su enfermedad, Meier fue llamado al nivel de la NHL el 15 de diciembre e hizo su debut en la NHL al día siguiente contra los Montreal Canadiens . Durante la victoria por 4-2, Meier jugó junto a Joonas Donskoi y Chris Tierney cuando anotó el primer gol de su carrera en la NHL contra Carey Price en el primer período.
Después de su debut en la NHL, Meier permaneció en la alineación de los Sharks y continuó impresionando al cuerpo técnico de los Sharks con su juego. Durante una derrota por 2-1 en tiempo extra contra Los Angeles Kings el 3 de enero de 2017, Meier jugó en la línea superior con Joe Thornton y Joe Pavelski mientras registraba siete hits y dos tiros a puerta en 13:59 de tiempo sobre el hielo. . Poco después de este juego, Meier sufrió una lesión en la parte superior del cuerpo que le provocó un rasguño por primera vez desde que se unió a los Sharks. Fue reasignado al nivel AHL varias veces, pero fue llamado rápidamente cada vez. Después de que los Sharks terminaran la temporada en tercer lugar en la División del Pacífico, Meier compitió en cinco juegos contra los Edmonton Oilers durante los playoffs de la Copa Stanley de 2017 . En el Juego 1, Meier hizo tres tiros a puerta, logró robar el puck y patinó 10:35 de tiempo sobre hielo en una eventual victoria por 3-2 en tiempo extra. Una vez que los Sharks fueron eliminados de la contienda por los playoffs, Meier fue reasignado a la AHL, donde ayudó al Barracuda a avanzar a las Finales de la Conferencia Oeste.
Después de su temporada de novato, Meier se convirtió en un pilar en la alineación de los Sharks y jugó en 81 juegos de la temporada 2017 - 2018 . Aunque terminó la temporada con 36 puntos, anotó solo tres goles en sus primeros 28 juegos y fue un rasguño saludable a fines de octubre. En noviembre de 2017, Meier recibió una multa de $ 2403,67 por golpear al defensa de los Vancouver Canucks Michael Del Zotto en la cara con su palo durante la victoria de San José por 5-0. Las habilidades ofensivas de Meier se dispararon a finales de diciembre cuando marcó cinco goles en ocho partidos entre el 14 de diciembre y el 2 de enero. Mantuvo su racha en enero, ya que anotó tres goles en cuatro juegos más adelante en el mes. Su destreza anotadora ayudó a los Sharks a clasificarse para los playoffs de la Copa Stanley de 2018, donde se enfrentaron a los Anaheim Ducks en la primera ronda. En la barrida de primera ronda de los Sharks sobre los Ducks, Meier anotó tres puntos en cuatro juegos, pero solo logró un gol y una asistencia en seis juegos contra Vegas. Una vez que los Sharks fueron eliminados, Meier se unió al equipo nacional masculino de hockey sobre hielo de Suiza en el Campeonato Mundial IIHF 2018 .
Después de ganar una medalla de plata con el equipo de Suiza, Meier regresó a los Sharks para la temporada 2018 - 2019 . Como resultado de la adquisición de Erik Karlsson durante la temporada baja y su impresionante juego durante la temporada 2017 - 2018, Meier comenzó la campaña en la segunda línea de los Sharks junto a Logan Couture y Tomas Hertl . Comenzó la temporada con fuerza al mantener una racha de puntos de nueve juegos, la más alta de su carrera, que también incluyó una racha de goles de cinco juegos del 9 al 30 de octubre. Posteriormente, Meier se convirtió en el segundo más joven en la historia de la franquicia en registrar una racha de puntos de nueve juegos o más. Su racha de puntos terminó en una derrota por 4-1 ante los Columbus Blue Jackets el 1 de noviembre de 2018. A fines de octubre, Meier lideró a los Sharks en goles, más/menos, goles de juego de poder y terminó segundo en puntos y tiros. Durante el mes siguiente, continuó produciendo ofensivamente y siguió liderando al equipo con 18 goles y 14 asistencias para 32 puntos. Cinco de esos 18 goles llegaron durante un período de cuatro juegos después de que se perdió tres por una lesión en la parte superior del cuerpo. La producción de Meier ayudó a los Sharks a mantener un récord de 18–11–5 para empatarlos en el segundo lugar en la División del Pacífico detrás de Calgary Flames a mediados de diciembre.
Cuando los Sharks se clasificaron para los playoffs de la Copa Stanley de 2019 en marzo, Meier fue uno de los cinco jugadores de los Sharks que habían anotado al menos 24 goles. En el mismo mes, fue multado con $ 2,000 por embellecimiento después de un incidente que involucró a Roman Josi durante un juego contra los Nashville Predators . La multa se produjo después de que fue advertido por el mismo problema durante un partido contra los Winnipeg Jets en febrero. Meier concluyó la temporada regular 2018 - 2019 con 30 goles y 36 asistencias, la mejor marca de su carrera, para 66 puntos en 78 juegos. Terminó empatado en tercer lugar con los Sharks en goles, cuarto en puntos, sexto en asistencias, empatado en cuarto lugar en goles de power-play y tercero en tiros. Aunque Meier no jugó el último partido de la temporada de los Sharks por una lesión no revelada, se esperaba que estuviera listo para los playoffs. En el primer juego de la Final de la Conferencia Oeste contra St. Louis Blues, Meier marcó dos goles y una asistencia en la victoria por 6-3. Terminó los playoffs con cinco goles y 10 asistencias para 15 puntos a lo largo de 20 juegos. Como resultado de su gran temporada, Meier firmó una extensión de contrato por cuatro años el 1 de julio para permanecer con los Sharks.
Tras la partida de Joe Pavelski durante la temporada baja 2019 - 2020, se esperaba que Meier lo reemplazara en la primera unidad de juego de poder de los Sharks y se convirtiera en una presencia más importante en el penalti. Los Sharks abrieron la temporada con cuatro derrotas seguidas antes de ganar tres partidos consecutivos cuando Meier jugó su partido número 200 en la NHL el 16 de octubre. Después de no anotar en cinco juegos consecutivos, Meier anotó el primer hat-trick de su carrera en la NHL el 28 de diciembre de 2019, en una victoria por 6-1 sobre los Philadelphia Flyers . Cuando la temporada se detuvo debido a la pandemia de COVID-19, Meier lideró a todos los patinadores de San José en puntos, fue segundo en goles, tercero en asistencias y empatado en el cuarto lugar en puntos de power-play. Posteriormente, fue votado como el "Jugador del año de los Sharks" de 2019 - 2020 por primera vez.
Cuando la NHL se reanudó para su temporada abreviada 2020-21, Meier comenzó a jugar en la segunda línea de los Sharks como extremo de Ryan Donato y Hertl. Debido a la temporada más corta, los Sharks comenzaron jugando ocho partidos fuera de casa durante 15 días y su pobre desempeño los colocó últimos en la Honda West Division a principios de febrero. Aunque su habilidad ofensiva disminuyó durante la temporada, Meier fue uno de los cinco jugadores de los Sharks en marcar 10 o más goles durante la campaña. Como resultado de su falta de profundidad de anotación y problemas de portería, los Sharks no lograron clasificarse para los playoffs de la Copa Stanley de 2021 .
Después de no clasificarse para los playoffs de la Copa Stanley en las dos temporadas anteriores, Meier y los Sharks comenzaron la temporada 2021-22 con cuatro victorias consecutivas. Poco después de poner fin a su racha de victorias, Meier y su compañero de equipo Kevin Labanc fueron incluidos en la lista de protocolos COVID-19 de la NHL el 2 de noviembre. Mientras Meier y otros seis jugadores se recuperaban, los Sharks terminaron 3-3-0 en su ausencia para un récord general de 7-5-1. Al regresar a la alineación de los Sharks, Meier mantuvo una racha de puntos de tres juegos que incluyó cuatro goles y dos asistencias. El 16 de diciembre, Meier se convirtió en el cuarto Shark en la historia de la franquicia en registrar al menos 29 puntos en 25 juegos y el primero desde Joe Thornton en 2010.
A principios de enero de 2022, Meier lideró a todos los jugadores de los Sharks en asistencias y puntos y ocupó el segundo lugar en goles. En toda la liga, estaba empatado en el noveno lugar en puntos y también estableció un nuevo récord personal de 1.22 puntos por juego. Su juego durante la primera parte de la temporada le valió una selección para el Juego de Estrellas de 2022 . Cuatro días después de la selección, se convirtió en el primer jugador en la historia de la franquicia de los Sharks en marcar cinco goles en un partido, en la victoria por 6-2 sobre Los Angeles Kings . Después del juego de cinco goles, Meier anotó una vez más en la derrota por 3-2 ante el Seattle Kraken y posteriormente fue nombrado una de las tres estrellas de la semana de la NHL.

### New Jersey Devils
El 26 de febrero de 2023, Meier fue traspasado a los New Jersey Devils en un intercambio multijugador.

## Estadísticas

### Temporada regular y playoffs
| 2011–12     | Pikes EHC Oberthurgau    | SUI U17     | 29  | 23  | 23  | 46  | 22  | —  | —  | —  | —  | —  |
| 2011–12     | Pikes EHC Oberthurgau II | SUI.4       | 1   | 2   | 2   | 4   | 0   | —  | —  | —  | —  | —  |
| 2012–13     | Rapperswil–Jona Lakers   | SUI U17     | 10  | 11  | 17  | 28  | 2   | 2  | 2  | 1  | 3  | 0  |
| 2012–13     | Rapperswil–Jona Lakers   | SUI U20     | 33  | 13  | 17  | 30  | 56  | —  | —  | —  | —  | —  |
| 2013–14     | Halifax Mooseheads       | QMJHL       | 66  | 17  | 17  | 34  | 48  | 12 | 1  | 3  | 4  | 8  |
| 2014–15     | Halifax Mooseheads       | QMJHL       | 61  | 44  | 46  | 90  | 59  | 14 | 10 | 11 | 21 | 18 |
| 2015–16     | Halifax Mooseheads       | QMJHL       | 23  | 11  | 25  | 36  | 22  | —  | —  | —  | —  | —  |
| 2015–16     | Rouyn–Noranda Huskies    | QMJHL       | 29  | 23  | 28  | 51  | 24  | 18 | 11 | 12 | 23 | 30 |
| 2016–17     | San Jose Barracuda       | AHL         | 33  | 14  | 9   | 23  | 40  | 14 | 4  | 3  | 7  | 41 |
| 2016–17     | San Jose Sharks          | NHL         | 34  | 3   | 3   | 6   | 10  | 5  | 0  | 0  | 0  | 2  |
| 2017–18     | San Jose Sharks          | NHL         | 81  | 21  | 15  | 36  | 51  | 10 | 2  | 3  | 5  | 10 |
| 2018–19     | San Jose Sharks          | NHL         | 78  | 30  | 36  | 66  | 55  | 20 | 5  | 10 | 15 | 34 |
| 2019–20     | San Jose Sharks          | NHL         | 70  | 22  | 27  | 49  | 42  | —  | —  | —  | —  | —  |
| 2020–21     | San Jose Sharks          | NHL         | 54  | 12  | 19  | 31  | 22  | —  | —  | —  | —  | —  |
| 2021–22     | San Jose Sharks          | NHL         | 77  | 35  | 41  | 76  | 54  | —  | —  | —  | —  | —  |
| 2022–23     | San Jose Sharks          | NHL         | 57  | 31  | 21  | 52  | 25  | —  | —  | —  | —  | —  |
| NHL totales | NHL totales              | NHL totales | 451 | 154 | 162 | 316 | 259 | 35 | 7  | 13 | 20 | 46 |

### Internacional
| Año               | Equipo            | Evento            | Resultado         |    | GP | G  | A  | puntos | PIM |
| ----------------- | ----------------- | ----------------- | ----------------- | -- | -- | -- | -- | ------ | --- |
| 2013              | Suiza             | WJC18             | 6.º               | 2  | 0  | 0  | 0  | 0      |     |
| 2013              | Suiza             | IH18              | 6.º               | 4  | 0  | 1  | 1  | 4      |     |
| 2015              | Suiza             | WJC               | 9                 | 6  | 2  | 4  | 6  | 2      |     |
| 2016              | Suiza             | WJC               | 9                 | 6  | 2  | 3  | 5  | 4      |     |
| 2018              | Suiza             | WC                | </img>            | 7  | 2  | 5  | 7  | 2      |     |
| 2021              | Suiza             | WC                | 6.º               | 8  | 4  | 2  | 6  | 6      |     |
| 2022              | Suiza             | WC                | 5.º               | 8  | 3  | 5  | 8  | 9      |     |
| Totales juveniles | Totales juveniles | Totales juveniles | Totales juveniles | 18 | 4  | 8  | 12 | 10     |     |
| Totales mayores   | Totales mayores   | Totales mayores   | Totales mayores   | 23 | 9  | 12 | 21 | 17     |     |

## Premios y honores
| Premio                  | Año   |        |
| QMJHL                   | QMJHL | QMJHL  |
| ----------------------- | ----- | ------ |
| Segundo equipo All-Star | 2015  | [ 6 ]  |
| Trofeo Michael Bossy    | 2015  | [ 6 ]  |
| NHL                     |       |        |
| Juego de estrellas      | 2022  | [ 55 ] |